# Illegal
«Illegal» es una canción de Shakira junto con Carlos Santana del quinto álbum de estudio del primero "Oral Fixation vol. 2" (2005), lanzado durante el último cuarto del 2006. La canción cuenta con la colaboración musical de Carlos Santana. La canción sirvió para finalizar con los lanzamientos de los sencillos de dicho álbum, no fue promocionada ya que el éxito masivo de «Hips Don't Lie» lo impidió.

## Información de la canción
"Illegal" es una colaboración musical entre Shakira y Carlos Santana. La canción ha sido bien recibida por los críticos y ha sido destacada como un ejemplo de la fuerza cada vez más desarrollada de Shakira como cantautora en habla inglesa[cita requerida].
La canción tuvo una gran aceptación por el público y es una de las más reconocidas por las fanes de Shakira, tuvo un gran éxito sobre todo en Europa.

## Vídeo musical
El video musical para "Illegal" fue rodado en la Ciudad de México el 17 de octubre del 2006, durante un corto descanso del Tour Fijación Oral, entre conciertos en México y Guatemala. La filmación tomó un día completo, donde fueron invitados como extras, algunos de los fanes mexicanos de la artista. Jaume de Laiguana y Shakira fueron los codirectores del video.
El vídeo muestra a Shakira, luciendo un vestido rojo y otro beige inspirados en los años '40 y con un look más rubio, como la novia de un boxeador. Durante la mayor cantidad de tiempo, Shakira es mostrada en el vacío lugar donde su antiguo novio boxeaba. En una retrospección, ella recuerda los buenos tiempos de su relación, donde son mostrados cariñosamente en el ring de boxeo mientras nadie estaba allí. Al final del video, muestran el por qué ya no están juntos. Shakira va a ver a su novio boxeando en la final de un campeonato. Él gana, y no se da cuenta de la presencia de Shakira, otra chica sube al ring, y él la besa, revelándole a Shakira su engaño. Su novio, sorprendido, finalmente divisa a Shakira, quien mira tras de él, claramente herida, antes de voltearse hacia la salida. 
El video musical debutó oficialmente el 16 de noviembre en el Total Request Live, y desde entonces, ha sido considerado para votar. Debutó en la cuenta regresiva al día siguiente, en la posición n.º 9, y se ha movido a la posición n.º 7. Entre tanto, en TRL Italia el vídeo resultó ser todo un éxito, apareciendo doce días en la primera posición y manteniéndose en el top 3 de la lista durante 24 días consecutivos desde el momento en que fue estrenado. Finalmente fue retirado sin salir nunca de las 10 primeras posiciones. En el canal YouTube tiene más de 23 millones de reproducciones y 1.5 millones en una presentación que dio en MTV 5 Star en 2005.

## Lista de canciones y formatos
- ;Sencillo en CD #1

1. «Illegal» con Carlos Santana [Álbum Versión] — 03:54
2. «Illegal» con Carlos Santana [Ali Dee Radio Remix] — 03:49
3. Obtener un sí [Álbum Versión] — 03:20

- ;Sencillo en CD #2

1. «Illegal» con Carlos Santana [Álbum Versión] — 03:54
2. «Illegal» con Carlos Santana [Ali Dee Radio Remix] — 03:49

- ;CD maxisencillo Reino Unido

1. «Illegal» con Carlos Santana [Álbum Versión] — 03:54
2. «Illegal» con Carlos Santana [Ali Dee Radio Remix] — 03:49
3. «La Tortura» con Alejandro Sanz [Álbum Versión] — 03:35
4. «La Tortura» con Alejandro Sanz [CD-Rom Video]

- ;CD Promocional (NO PARA VENTA)

1. «Illegal» con Carlos Santana [Johnny Vicious Warehouse Mix] — 10:00
2. «Illegal» con Carlos Santana [Johnny Vicious Warehouse Radio Mix] — 03:45
3. «Illegal» con Carlos Santana [Johnny Vicious Roxy Mix] — 08:00
4. «Illegal» con Carlos Santana [Johnny Vicious Roxy Radio Mix] — 04:14
5. «Illegal» con Carlos Santana [Johnny Vicious Ballroom Mix] — 07:28
6. «Illegal» con Carlos Santana [Johnny Vicious Ballroom Dub] — 05:37

## Listas de ventas
De manera progresiva esta canción se ha ido insertando en los diferentes conteos musicales del mundo. En Rumania alcanzó el n.º 1 varias semanas; además de haber entrado en el top 10 de países como Italia Y República Checa (#4), Holanda (#8), Austria (#9), y Suiza (#10). Además en Suiza fue n.º 3 durante varias semanas, el tercer Top 3 consecutivo en radiodifusión de Shakira, después de que "Don't bother" llegara al n.º 2 y "Hips don't lie" al n.º 1
En Alemania debutó en la posición número 11, en Polonia ha llegado hasta la n.º 12; mientras en Finlandia y en Grecia ha escalado hasta la posición n.º 14. En la penúltima semana de diciembre, "Illegal" fue estrenado en Reino Unido e Irlanda, logrando los puestos 34 y 21, respectivamente. 
No obstante y a pesar de que hasta la fecha "Illegal" no ha sido lanzado en EE. UU., en la lista de Billborad Hot Dance Club Play, del mismo país, la canción ha tenido un progreso impresionante, logrando en tan sólo 8 semanas el primer lugar. De esta manera la artista encabeza por primera vez la lista, aunque ya había figurado en el top 10 de la misma con Whenever, Wherever (#3) y Underneath Your Clothes (#5) en el 2002. Y además en ese país, donde nunca fue lanzada, llegó a la posición n.º 25 del Hot Video Tracks 
Entre tanto, en la lista European Hot 100 Singles de Billboard, "Illegal" debutó en la posición n.º 86, pero en las dos siguientes semanas ascendió de manera exitosa, apareciendo en la segunda semana el puesto n.º 25. En su tercera semana bajó a la posición 29 y en la cuarta recuperó terreno apareciendo en el puesto 21.
En Portugal fue n.º 1 y Top 10 durante varias semanas
En la lista de las 100 canciones más exitosas del año en Alemania, "Illegal" se ubicó en el n.º 67
| Lista (2006)                            | Mejor posición |
| --------------------------------------- | -------------- |
| China Top 20                            | 2              |
| República Checa Top 100                 | 4              |
| Alemania Top 100                        | 11             |
| Austria Top 100                         | 9              |
| Billboard Hot Dance Club Play           | 1              |
| Europa Top 100                          | 7              |
| Euro Airplay Hot 100                    | 7              |
| Finlandia                               | 14             |
| Grecia Top 10 Descargas                 | 1              |
| Países Bajos Top 40                     | 7              |
| Italia Top 40                           | 4              |
| Polonia Airplay Top 100                 | 25             |
| Portugal Top 10                         | 1              |
| Rumanía Top 100                         | 1 (5 Semanas)  |
| Suiza Top 30 Airplay                    | 3              |
| Suiza Top 100 singles                   | 10             |
| Mtv Euro Top 20                         | 12             |
| TRL (Italia)                            | 1 (12 Días)    |
| Reino Unido, Lista Oficial de Descargas | 55             |

### Trayectoria en las listas
| Posición | 86 | 25 | 29 | 21 | 22 | 27 | 75 | 56 | 46 | 48 | * |  |  |  |  |  |  |  |  |  |

| Posición |  | 21 | 17 | 9 | 4 | 2 | 1 | 7 | 10 | 11 | 22 | * |  |  |  |  |  |  |  |  |

| Posición | 9 | 10 | 10 | 10 | 6 | 9 | 5 | 9 | 4 | 19 | 6 | 10 | 10 | 15 | 24 | 31 | * |  |  |  |

| Posición | 55 | 51 | 55 | 36 | 20 | 21 | 8  | 6  | 5  | 1  | 1  | 1  | 2  | 1  | 2  | 1  | 9  | 17 | 20 | 17 |
| Semana   | 21 | 22 | 23 | 24 | 25 | 26 | 27 | 28 | 29 | 30 | 31 | 32 | 33 | 34 | 35 | 36 | 37 | 38 | 39 | 40 |
| posición | 19 | 29 | 33 | 32 |    | 38 | 49 |    |    |    |    |    |    |    |    |    |    |    |    |    |

| Posición | 11 | 15 | 16 | 15 | 13 | 14 | 12 | 13 | 14 | 18 | 21 | 27 | 31 | 34 | 43 | 45 | 42 | 49 | 65 | * |

| Posición | 9 | 14 | 11 | 11 | 12 | 14 | 20 | 18 | 29 | 26 | 26 | 33 | 40 | 33 | 36 | 43 | 55 | 70 | * |  |

| Posición | 10 | 10 | 11 | 13 | 11 | 13 | 14 | 13 | 14 | 17 | 24 | 25 | 29 | 30 | 32 | 48 | 61 | 79 | 70 | 89 |
| Semana   | 21 | 22 | 23 | 24 | 25 | 26 | 27 | 28 | 29 | 30 | 31 | 32 | 33 | 34 | 35 | 36 | 37 | 38 | 39 | 40 |
| posición | 85 |    |    |    |    |    |    |    |    |    |    |    |    |    |    |    |    |    |    |    |

| Posición | 85 | 38 | 29 | 21 | 16 | 12 | 12 | 12 | 14 | 24 | 39 | 52 | 67 | 98 | 85 | * |  |  |  |  |

| Posición | 2  | 1  | 1  | 1  | 3  | 2  | 3  | 3  | 1  | 2  | 2  | 1  | 3  | 1  | 1  | 1  | 1  | 1    | 1  | 3  |
| Semana   | 21 | 22 | 23 | 24 | 25 | 26 | 27 | 28 | 29 | 30 | 31 | 32 | 33 | 34 | 35 | 36 | 37 | 38   | 39 | 40 |
| Posición | 3  | 3  | 3  | 1  | 6  | 3  | 4  | 4  | 5  | 5  | 2  | 2  | 4  | 3  | 7  | 7  | 5  | RET* |    |    |

- (*)Illegal fue oficialmente retirado de TRL Italia en el n.º 5 y sin haber salido ni una vez de las 10 mejores posiciones mientras permaneció en el conteo.